# Problemas con el timón del Boeing 737
Durante la década de 1990, una serie de problemas que afectaron al timón de los aviones de pasajeros Boeing 737 dieron como resultado múltiples incidentes. En dos accidentes separados, los pilotos perdieron el control de su aeronave debido a un movimiento repentino e inesperado del timón, y los choques resultantes mataron a todos a bordo, 157 personas en total. Problemas similares con el timón llevaron a una pérdida temporal de control en al menos otro vuelo de Boeing 737 antes de que finalmente se identificara el problema. La Junta Nacional de Seguridad en el Transporte determinó que los incidentes fueron el resultado de una falla de diseño que podría resultar en un movimiento no controlado del timón de la aeronave.  Los problemas se resolvieron después de que la Administración Federal de Aviación ordenó modificaciones para todos los Boeing 737 en servicio.

## Función del timón
A diferencia de otros aviones de transporte grandes bimotores en servicio en ese momento, el Boeing 737 fue diseñado con un solo panel de timón y un solo timón actuador. El panel de timón único está controlado por una sola unidad de control de potencia hidráulica (PCU). Dentro de la PCU hay una válvula doble servo que, basándose en la entrada de los pedales del timón del piloto o el sistema amortiguador de guiñada de la aeronave, dirige el flujo de fluido hidráulico para mover el timón. La PCU para el avión Boeing 737 afectado fue diseñado por Boeing y fabricado por Parker Hannifin.

## Primer accidente e investigación

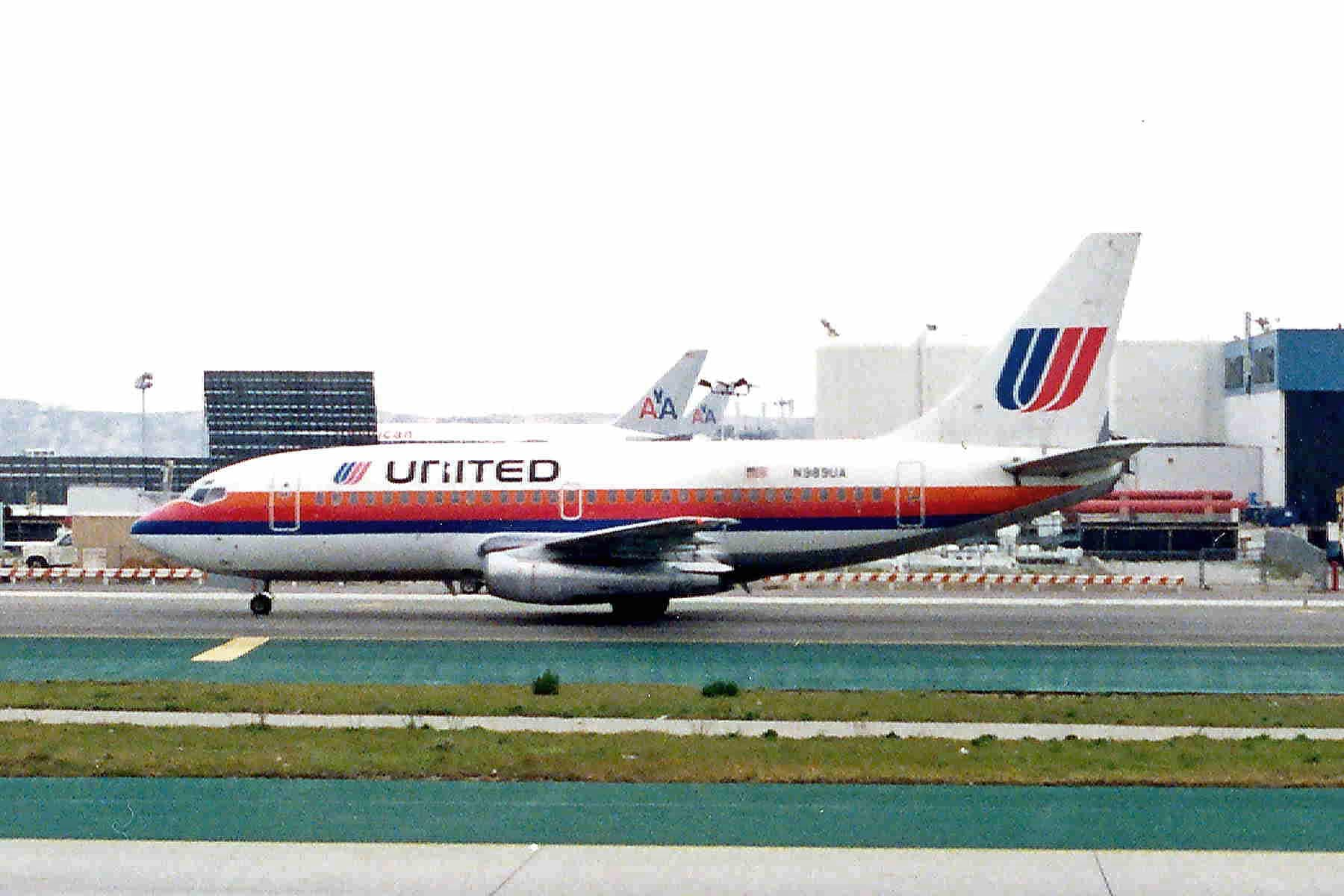
Un Boeing 737-200 de United Airlines similar al siniestrado.

El 3 de marzo de 1991, el Vuelo 585 de United Airlines, un Boeing 737-200, se estrelló mientras intentaba aterrizar en Colorado Springs, Colorado. Durante la aproximación de aterrizaje del avión, el avión giró hacia la derecha y se inclinó hacia abajo en un picado vertical. El accidente resultante destruyó la aeronave y mató a las 25 personas a bordo.
Aunque la NTSB investigó el accidente, no pudo identificar de manera concluyente la causa del accidente. La PCU del timón del vuelo 585 resultó gravemente dañada, lo que impidió las pruebas operativas de la PCU. Una revisión del el historial de la tripulación de vuelo determinó que el capitán del vuelo 585 se adhirió estrictamente a los procedimientos operativos y tuvo un enfoque conservador para volar. Al primer oficial que había volado previamente con el capitán del vuelo 585 informó que el capitán le había indicado, mientras aterrizaba en un clima turbulento, que el capitán no tenía ningún problema en declarar una ida y vuelta si el aterrizaje parecía inseguro. El capitán consideró que el primer oficial era "muy competente" en viajes anteriores en los que habían volado juntos. Los datos meteorológicos disponibles para la NTSB indicaron que el vuelo 585 podría haber encontrado un vórtice de viento que podría haber causado el vuelco de la aeronave, pero no se pudo demostrar de manera concluyente que haya ocurrido o que haya causado el vuelco.
El 8 de diciembre de 1992, la NTSB publicó un informe que identificó lo que la NTSB creía en ese momento que eran las dos causas más probables del accidente. La primera posibilidad era que el sistema de control direccional del avión hubiera fallado y provocado que el timón se moviera de una manera que provocó el accidente. La segunda posibilidad fue una alteración del clima que provocó un movimiento repentino del timón o la pérdida de control. La Junta determinó que carecía de evidencia suficiente para concluir cualquiera de las teorías como la causa probable del accidente. Esta fue solo la cuarta vez en la historia de la NTSB que cerró una investigación y publicó un informe final de accidente de aeronave donde el probable la causa era indeterminada.

## Segundo accidente

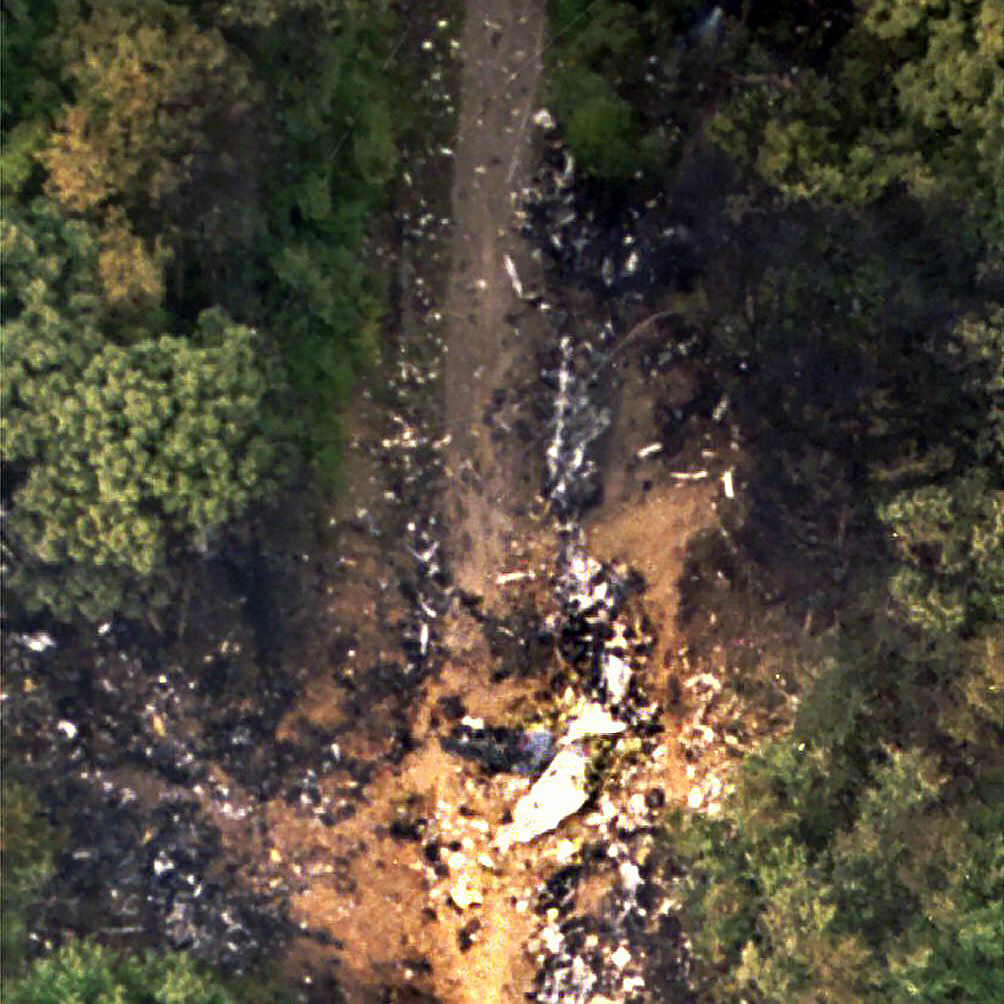
Restos de la aeronave tras el impacto.

El 8 de septiembre de 1994, El vuelo 427 de USAir, un Boeing 737-300, se estrelló cerca de Pittsburgh, Pensilvania. Mientras se aproximaba al Aeropuerto Internacional de Pittsburgh, el vuelo 427 repentinamente giro hacia la izquierda. Aunque los pilotos pudieron girar brevemente a la derecha y nivelar el avión, giró a la izquierda por segunda vez y los pilotos no pudieron recuperarse. El accidente resultante mató a las 132 personas a bordo. La NTSB se dio cuenta al principio de su investigación de que el accidente del vuelo 427 podría haber sido causado por un movimiento del timón no intencionado o no ordenado, similar a la causa sospechada (pero aún no establecida) del accidente del vuelo 585. Como resultado, la NTSB realizó pruebas adicionales en el servo PCU Parker-Hannifin del vuelo 585 de United durante su investigación del vuelo 427.
Uno de los problemas que enfrentaron los investigadores fue la relativa falta de precisión en los datos producidos por el Registrador de datos de vuelo (FDR), que solo registraba entradas de control a intervalos periódicos con intervalos de tiempo significativos entre muestras, intervalos durante los cuales no se registraron datos, independientemente de lo que hiciera el piloto con los controles. Esta falta de precisión hizo que Boeing pudiera interpretar los datos de manera diferente a como lo hizo la NTSB, lo que llevó al fabricante a sospechar e insistir en que el piloto había respondido incorrectamente a un incidente de estela turbulenta.
A petición de la NTSB,BA suministró a la NTSB datos de Penny & Giles registrador de acceso rápido (QAR) de un British Airways, Un Boeing 747-400. Los datos eran de un vuelo Londres-Bangkok en el que la aeronave sufrió un movimiento de ascensor no controlado y una inversión momentánea del ascensor en el despegue, y luego la aeronave aterrizó de forma segura. A diferencia de un FDR estándar, el QAR mostraba los datos de entrada de control a intervalos de tiempo mucho más cortos, así como mostraba y registraba muchos otros parámetros de la aeronave. Estos datos de BA llevaron a renovar la sospecha del diseño de válvula similar utilizado en el timón del 737. Como resultado de este incidente anterior de BA, Boeing, de hecho, había modificado el diseño del servo sistema de ascensor del 747, y el sistema modificado se había instalado en todos los 747-400 en servicio.

## Incidente de Eastwind

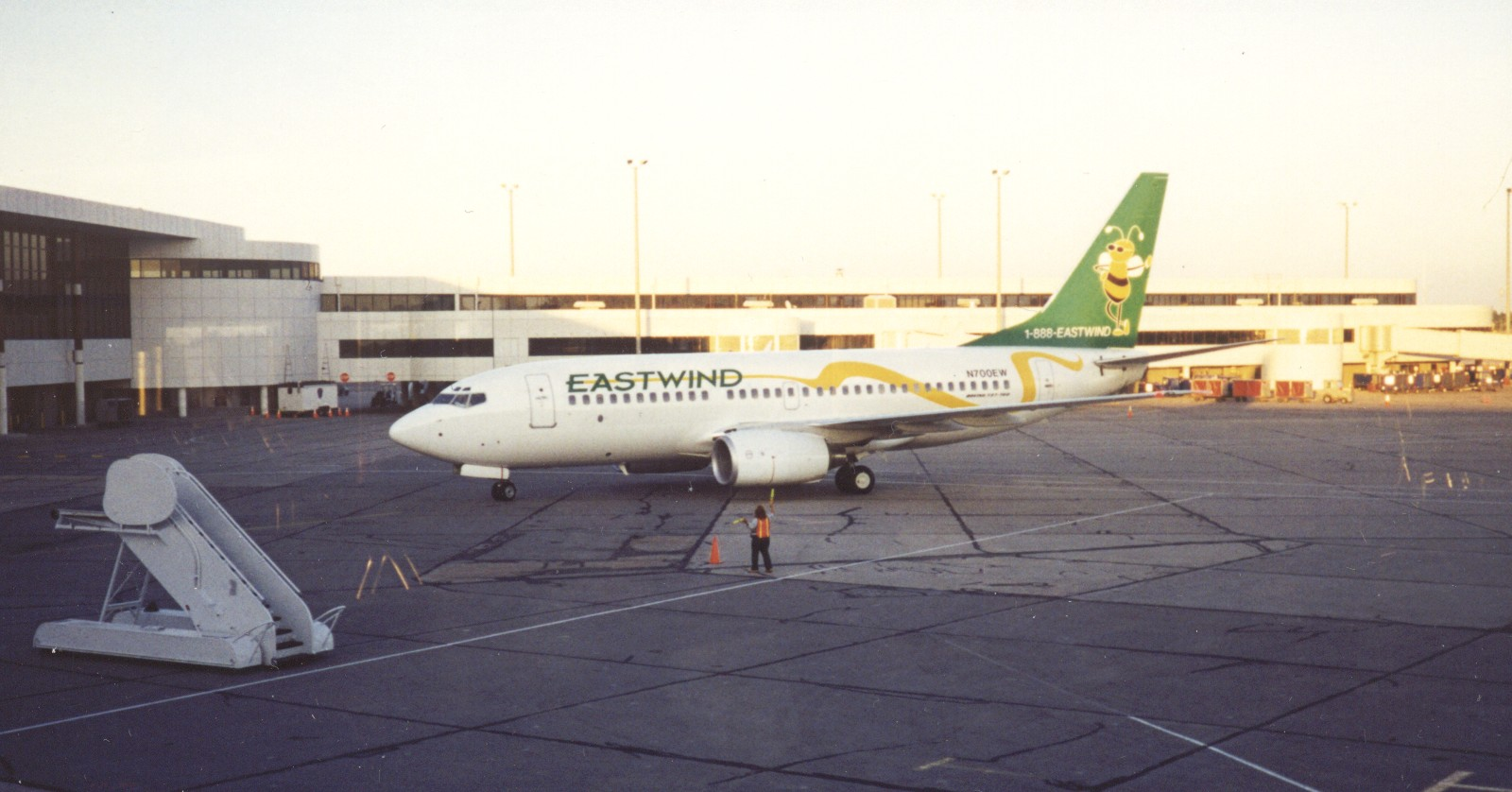
Avión similar al implicado en el incidente.

El 9 de junio de 1996, mientras la investigación del vuelo 427 de la NTSB aún estaba en curso, los pilotos del Vuelo 517 de Eastwind Airlines perdieron brevemente el control de su avión, un 737-200, mientras volaban desde Trenton, Nueva Jersey a Richmond, Virginia. La aeronave experimentó dos episodios de inversión del timón mientras se aproximaba a tierra en Richmond. A diferencia de los dos incidentes anteriores, los problemas con el timón del vuelo 517 se resolvieron espontáneamente y los pilotos pudieron aterrizar con seguridad la aeronave. Una de las 53 personas a bordo resultó herida.
La NTSB investigó el incidente de Eastwind e incorporó información tanto del vuelo 585 de United como del vuelo 517 de Eastwind en su investigación en curso del accidente del vuelo 427.

## Investigación y conclusiones
Debido a que el vuelo 517 de Eastwind aterrizó de manera segura, la NTSB también pudo realizar pruebas en el avión que había experimentado problemas similares a los del avión accidentado. Además, debido a que los pilotos del vuelo 517 habían sobrevivido, la NTSB pudo entrevistarlos y obtener información adicional sobre su experiencia. El capitán le dijo a la NTSB en una entrevista posterior al accidente que no habían encontrado ninguna turbulencia durante el vuelo y que, durante su descenso de aterrizaje, sintió que el timón "pateaba" o "golpeaba" a pesar de que ninguno de los pilotos había movido los pedales del timón. Cuando el avión giró bruscamente hacia la derecha, el capitán aplicó el alerón izquierdo e intentó mover el timón, pero los controles del pedal del timón se sentían más rígidos de lo normal y no parecían responder; cuando giro el control del timón de vuelo no resolvieron inmediatamente el vuelco, también hizo avanzar el acelerador del motor derecho en un esfuerzo por compensar el avión.
Los ingenieros de NTSB y Boeing realizaron una serie de pruebas en las PCU del Vuelo 517 y el Vuelo 427, así como en las PCU utilizadas en otras aeronaves y una PCU nueva que aún no se había utilizado en vuelo (la PCU del Vuelo 585, aunque se había recuperado, estaba demasiado dañado para realizar la prueba de esta manera). Pruebas reveladas que bajo ciertas circunstancias, la servoválvula dual de la PCU podría atascar y desviar el timón en la dirección opuesta a la entrada de los pilotos. Las pruebas de choque térmico revelaron que el movimiento del timón no controlado podría replicarse inyectando una PCU fría con fluido hidráulico caliente. El choque térmico provocó que la corredera secundaria del servo se atascara contra la carcasa del servo, y que cuando la corredera secundaria se atascaba, la corredera primaria podía moverse a una posición que resultaba en un movimiento del timón opuesto a los comandos del piloto. La NTSB concluyó que los tres incidentes de timón (Vuelo 585 de United, Vuelo 427 de USAir y Vuelo 517 de Eastwind) probablemente se debieron al atasco del deslizamiento secundario de la PCU y al desplazamiento excesivo del deslizamiento primario, lo que provocó la inversión del timón.
El 24 de marzo de 1999, después de una investigación de cuatro años, la NTSB emitió su hallazgo de causa probable para el vuelo 427. La NTSB concluyó que la causa probable del accidente del vuelo 427 fue la inversión del timón debido al mal funcionamiento del servo de la PCU. Dos años más tarde, la NTSB publicó un informe de accidente para el vuelo 585 que también encontró la misma causa probable para ese accidente.
Como resultado de los hallazgos de la NTSB, la Administración Federal de Aviación ordenó que se reemplacen las válvulas servo en todos los 737 antes del 12 de noviembre de 2002. La FAA también ordenó nuevos protocolos de entrenamiento para que los pilotos manejen un movimiento inesperado de los controles de vuelo.

## Otros supuestos fallos de funcionamiento de la PCU del timón
También se sospechaba que los siguientes incidentes fueron causados por un mal funcionamiento de la PCU del timón:
- El 6 de junio de 1992, el vuelo 201 de Copa Airlines, un 737-200 Advanced, volcó y se estrelló en el Tapón del Darién matando a 47 personas. Los investigadores inicialmente creyeron que el avión experimentó un mal funcionamiento del timón, pero después de una investigación exhaustiva y extensa, concluyeron que el accidente fue causado por lecturas defectuosas del indicador de actitud.
- El 8 de marzo de 1994, una aeronave de Sahara Airlines que tenía tres aprendices y un piloto supervisor a bordo se estrelló después de realizar un "aterrizaje táctil" en el Aeropuerto de Nueva Delhi y chocó contra un avión ruso. Los cuatro pilotos y cinco trabajadores de tierra (un total de nueve) murieron. Aunque se hicieron reparaciones en la PCU con piezas no autorizadas, se cree que el incidente se debe en parte a que el timón del avión se invirtió tanto a la derecha como a la izquierda.[8][9][10]
- El 11 de abril de 1994, un piloto de Continental Airlines, Ray Miller, informó que su avión se volcó violentamente hacia la derecha y continuó virando hacia la derecha durante otros 18 minutos; el Boeing 737-300 aterrizó de forma segura. Continental retiró el registrador de datos de vuelo y la PCU del timón de la aeronave del incidente y se los entregó a Boeing para su investigación. Boeing concluyó que el timón se había movido inadvertidamente debido a una falla eléctrica, pero solo 2.5 grados y por menos de dos minutos en total, un hallazgo disputado por Miller.[8]
- El 23 de febrero de 1999, el vuelo 2710 de MetroJet, un 737-200, experimentó una desviación lenta del timón hasta su límite mientras volaba a 33.000 pies sobre Salisbury, Maryland. Si bien se sospechaba un mal funcionamiento del timón, la aeronave era un 737 más antiguo y su registrador de datos de vuelo solo registraba 11 parámetros de vuelo, en comparación con los cientos de parámetros registrados por aeronaves más nuevas. El presidente de la NTSB, Jim Hall, dijo que la investigación "se vio obstaculizada por la falta de datos básicos de la aeronave".[11][12] Los 112 pasajeros y cinco miembros de la tripulación (117 en total) sobrevivieron al incidente.

## Accidente de SilkAir

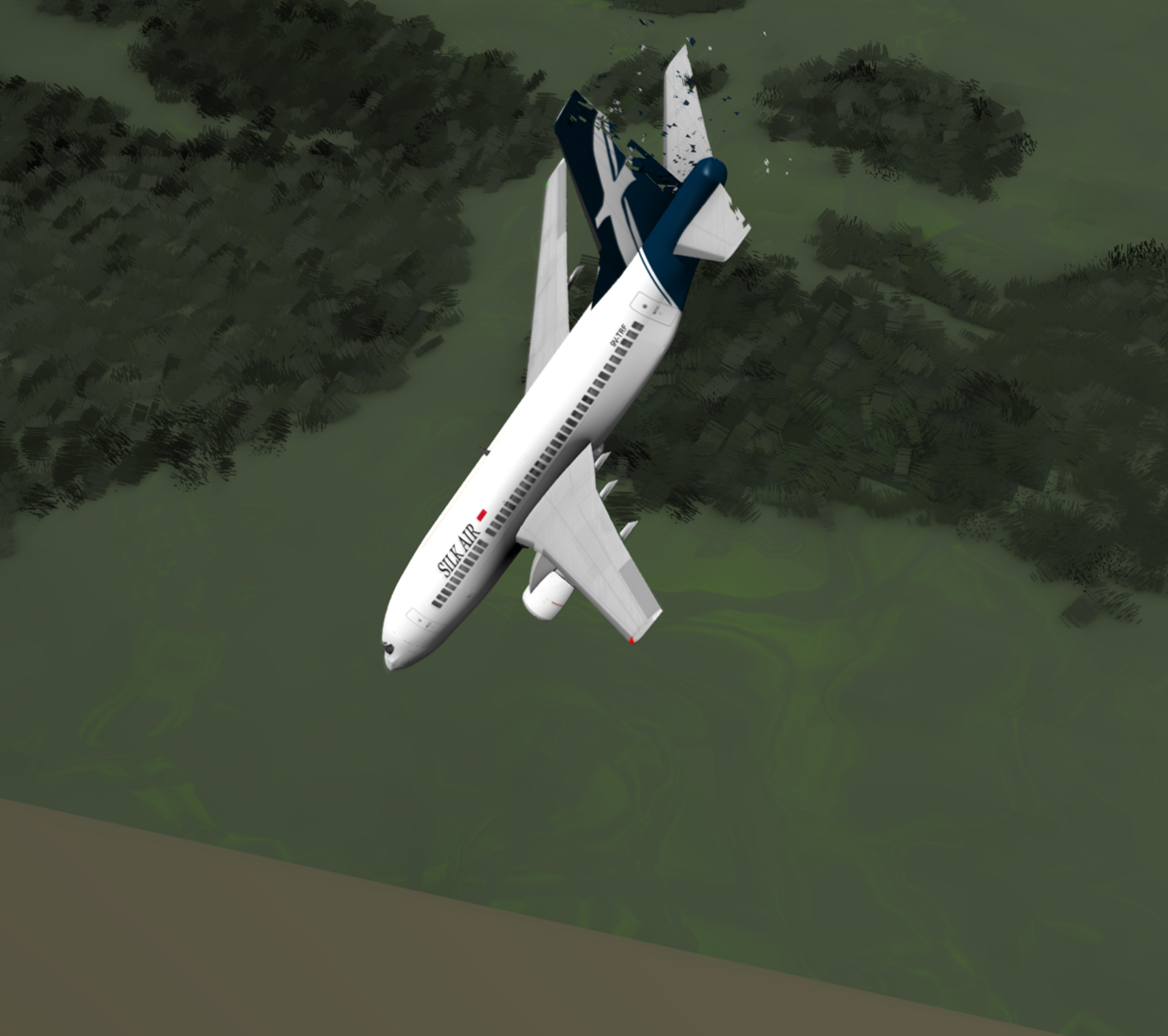
Imagen computarizada que recrea el momento de la caída del avión.

El 19 de diciembre de 1997, el vuelo 185 de SilkAir se estrelló en Indonesia, matando a 104 personas. Debido a que el accidente involucró a un Boeing 737-300 girando y lanzándose hacia el suelo en un ángulo pronunciado, los investigadores consideraron la posibilidad de que el timón se endureciera debido a un mal funcionamiento del servo de la PCU. El Comité Nacional de Seguridad en el Transporte de Indonesia, la agencia investigadora principal, concluyó en su informe final del 14 de diciembre de 2000 que no había encontrado "evidencia que explique la causa del accidente". Sin embargo, el mismo día, la NTSB de EE. UU., que también participó en la investigación, emitió su propio informe final que contradecía los hallazgos de la NTSC de Indonesia. El informe de la NTSB encontró que había suficiente evidencia para descartar una falla mecánica (basado en la propia NTSB / Parker-Hannifin con exámenes de la unidad de servo dual / PCU sospechada recuperada del accidente de SilkAir), y que la causa probable del accidente fue "acción intencional del piloto", muy probablemente el capitán, estrellando deliberadamente la aeronave aplicando una presión de control sostenida de morro hacia abajo.
En 2004, luego de una investigación de la unidad PCU / servo dual recuperada, un jurado de Los Ángeles, al que no se le permitió escuchar o considerar las conclusiones de la NTSB sobre el accidente, dictaminó que el timón del 737 era la causa del accidente, y ordenó a Parker Hannifin, el fabricante de componentes de servo dual / PCU, pagar 44 millones de dólares a las familias demandantes. Parker Hannifin posteriormente apeló el veredicto, que resultó en un acuerdo extrajudicial por un monto no revelado.

## Filmografía
La serie de televisión de Discovery Channel Mayday: catástrofes aéreas presentó los accidentes de los 737 en un episodio de 2007 titulado «Peligro oculto».
Mayday dramatizó por separado la investigación del accidente de SilkAir, incluida su conexión con la controversia del timón del 737, en un episodio de 2012 titulado «Al límite».